# Verwaltungsgemeinschaft Stegaurach
Die Verwaltungsgemeinschaft Stegaurach war eine Verwaltungsgemeinschaft (VG) im Landkreis Bamberg. Sie bestand vom 1. Mai 1978 bis zum 31. Dezember 2012 zuletzt aus den folgenden Gemeinden:
1. Stegaurach, 6737 Einwohner, 23,89 km²
2. Walsdorf, 2544 Einwohner, 16,22 km²

Sitz der Verwaltungsgemeinschaft war Stegaurach.
Ursprünglich gehörten ihr auch die Gemeinden Lisberg und Priesendorf an, die am 31. Dezember 1979 wieder ausschieden; zum 1. Januar 1980 wurde die Verwaltungsgemeinschaft Lisberg gegründet, die aus diesen beiden Gemeinden besteht.
Nach einem Gesetzentwurf der Staatsregierung wurde die Verwaltungsgemeinschaft auf Antrag der Gemeinde Walsdorf mit Wirkung vom 1. Januar 2013 aufgelöst.
Das Gesetz zur Auflösung wurde am 4. Dezember 2012 im Bayerischen Landtag beschlossen und trat am 1. Januar 2013 in Kraft.